# Tengqiao (köpinghuvudort i Kina, Zhejiang Sheng, lat 28,07, long 120,50)
Tengqiao (kinesiska: T’eng-ch’iao, 藤桥, 藤桥镇) är en köpinghuvudort i Kina. Den ligger i provinsen Zhejiang, i den östra delen av landet, omkring 240 kilometer söder om provinshuvudstaden Hangzhou. Antalet invånare är 29 974. Befolkningen består av 14 274 kvinnor och 15 700 män. Barn under 15 år utgör 13,0 %, vuxna 15-64 år 77 %, och äldre över 65 år 8,0 %.
Runt Tengqiao är det mycket tätbefolkat, med 2 915 invånare per kvadratkilometer. Närmaste större samhälle är Wenzhou, 18,1 km öster om Tengqiao. I omgivningarna runt Tengqiao växer i huvudsak blandskog.
Genomsnittlig årsnederbörd är 2 185 millimeter. Den regnigaste månaden är juni, med i genomsnitt 368 mm nederbörd, och den torraste är januari, med 71 mm nederbörd.